# Угледни клијент
„Угледни клијент” (енгл. The Adventure of the Illustrious Client) је једна од 56 приповедака о Шерлоку Холмсу које је написао Артур Конан Дојл и једна је од дванаест прича у циклусу сакупљеном као Архива Шерлока Холмса (1927). Први пут је објављен у америчком часопису Collier's у новембру 1924. и у британском часопису The Strand Magazine у два дела, у фебруару и марту 1925. године.

## Радња
Сер Џејмс Дамери долази да консултује Шерлока Холмса и доктора Вотсона због проблема његовог угледног клијента (идентитет клијента се никада не открива читаоцу, иако га Вотсон сазнаје на крају приче; у великој мери се имплицира да је то краљ Едвард VII). Вајолет, млада ћерка генерала де Мервила, заљубила се у грубог и садистичког аустријског барона Аделберта Грунера, за кога су Дамери и Холмс уверени да је бесрамни разбојник и убица. Жртва је била његова последња супруга, чијег је убиства ослобођен због правне техникалије и преране смрти сведока. Свој крај је дочекала у пролазу Сплиген. Холмс такође сазнаје да барон има скуп укус, да је колекционар и да га нарочито занима кинески порцелан.
Холмс налази Грунера, али овај зна да Холмс нема никакве доказе против њега. Барон је непоколебљив и тврди да је његов шарм моћнији чак и од постхипнотичке сугестије у условљавању Вајолетиног ума да одбаци било шта лоше што би се могло рећи о њему. Грунер му прича о Ле Бруну, француском агенту који је осакаћен након што су га насилници претукли, пошто се и он распитивао о бароновим личним пословима.
Холмс добија помоћ у својој мисији у виду Шинвела Џонсона, бившег криминалца који сада ради као доушник за Холмса у лондонском подземљу. Џонсон налази госпођицу Кити Винтер, последњу баронову љубавницу. Она је жељна освете и учиниће све да помогне Холмсу. Кити говори Холмсу да барон „скупља жене” и бележи своја освајања у књизи. Холмс схвата да је ова књига, написана Грунеровом руком, кључ за излечење Вајолет од њене привржености ниткову. Кити каже Холмсу да се ова књига чува у бароновој радној соби.
Прво, Холмс одлази да види Вајолет, доводећи Кити са собом, али Вајолет се не обазире на његова упозорења. Кити тада јасно даје до знања да би Вајолет могла да заврши мртва ако буде довољно глупа да се уда за Грунера. Састанак се завршава тако што Холмс за длаку избегава јавну сцену у којој је побеснела Кити.
Затим, Холмса нападају два мушкарца, а сутрадан новине објављују да је близу смрти. Вотсон одлази у Улицу Бејкер 221б где отркива да су Холмсове повреде преувеличане да би барон стекао утисак да ће бити ван терена неко време. Неколико дана касније, Холмс се довољно опоравио да може устати из кревета. Барон планира пут у Сједињене Државе непосредно пре венчања. Холмс зна да ће Грунер понети своју инкриминишућу књигу са собом, никада се не усуђујући да је остави у својој радној соби.
Холмс наређује Вотсону да научи све што може о кинеској грнчарији у наредна 24 сата. Следећег дана, Холмс поклања Вотсону лажну визит карту која га представља као „др Хила Бартона” и порцелански тањир из династије Минг. Он треба да оде у кућу барона Грунера, да се представи као познавалац кинеске грнчарије и покуша да прода тањир. Вотсон ради како му Холмс каже, али не може дуго да заварава барона. Грунер схвата ко га је послао.
Док се Вотсон суочава са својим побеснелим домаћином, бука из друге собе упозорава барона и он јури у своју радну собу баш на време да види Холмса како искаче кроз прозор. Барон јури ка прозору, али Кити Винтер, која се крила напољу, баци му у лице сумпорну киселину. Вотсон лечи његове повреде. Холмс је током своје посете успео да украде књигу.
Барон је сада ужасно унакажен, али Холмс каже да то неће одвратити Вајолет од њега. Још им је потребна књига да би је излечили. Када Вајолет види књигу освајања, написану рукописом њеног вереника, схвата какав је он заиста. У саопштењу јутарњих новина се наводи да је брак између барона Аделберта Грунера и госпођице Вајолет де Мервил прекинут. Такође се наводи да се против Кити Винтер подижу оптужбе због бацања киселине. Олакшавајуће околности смањују њену казну на најнижу могућу за такво дело.

## Историја објављивања
Приповетка је први пут објављена у америчком часопису Collier's у новембру 1924. и у британском часопису The Strand Magazine у фебруару–марту 1925. године. Прича је објављена у часопису Collier's са четири илустрације Џона Ричарда Фланагана, а у часопису The Strand Magazine са осам илустрација Хауарда К. Елкока. Уврштена је у збирку кратких прича Архива Шерлока Холмса, која је објављена у Уједињеном Краљевству и САД у јуну 1927. године.

## Адаптације

### Телевизија
Прича је адаптирана 1965. за епизоду серије Шерлок Холмс, у којој су глумили Даглас Вилмер као Холмс, Најџел Сток као Вотсон, Питер Вингард као барон Гринер и Роузмери Лич као Кити Винтер.
Епизода серије Авантуре Шерлока Холмса из 1991. године, са Џеремијем Бретом у главној улози, верна је оригиналу, с тим што је овде покушај освете госпођице Винтер барону био због тога што јој је он унаказио врат и груди витриолом.
У трећој сезони серије Елементарно, Кити Винтер и Аделберт Грунер су представљени у причи средином сезоне која мења Грунера од филандера и барона у корпоративног потпредседника и серијског силоватеља−убице. Кити је побегла из његовог заточеништва пре него што је успео да је убије. Прву половину сезоне проводи тренирајући под Холмсом као детектив. Када Грунер стигне у Њујорк, она открива његов идентитет. Вајолет де Мервил је споредни лик, сестра другог осумњиченог који нема никакве везе са Грунером. У овој верзији, Кити бежи из Сједињених Држава на непознато одредиште како би избегла хапшење након што је унаказила Грунерово лице нагризајућом хемикалијом. У каснијој епизоди, „Поглед са Олимпа”, Холмс помиње претходни случај о човеку који је убио своју жену на пролазу Сплиген и учинио да њено убиство изгледа као несрећан случај.

### Радио и аудио драме
Едит Мејзер је адаптирала ову причу као епизоду америчке радио-серије Авантуре Шерлока Холмса. Епизода је емитована 23. фебруара 1931. са Ричардом Гордоном у улози Шерлока Холмса и Лијем Ловелом као др Вотсоном. Друге драматизације приче, вероватно са истим или мало измењеним сценаријем, такође су емитоване у истој серији 8. марта 1933. (опет са Гордоном и Ловелом) и 18. априла 1936. (са Гордоном као Холмсом и Харијем Вестом као Вотсоном).
Мејзерова је такође адаптирала причу као епизоду америчке радио-серије Нове авантуре Шерлока Холмса која је емитована 5. октобра 1941. (са Бејзилом Ратбоном као Холмсом и Најџелом Брусом као Вотсоном). Још једна епизода адаптирана из приче емитована је 9. маја 1948. (са Џоном Стенлијем као Холмсом и Алфредом Ширлијем као Вотсоном).
Радио адаптација приче је емитована 1960. на BBC Light програму као део радио серије из 1952–1969, у којој су глумили Карлтон Хобс као Холмс и Норман Шели као Вотсон. Адаптирао ју је Мајкл Хардвик.
Аудио драма заснована на причи, у којој су глумили Роберт Харди као Холмс и Најџел Сток као Вотсон, објављена је на ЛП плочи 1971. године. Драматизовао ју је и продуцирао Мајкл Хардвик (који је такође адаптирао BBC радио верзију исте приче 1960) и Моли Хардвик.
Приповетка је драматизован за BBC Radio 4 током 1994. године од стране Берта Кулса као део радио серије из 1989–1998. у којој су глумили Клајв Мерисон као Холмс и Мајкл Вилијамс као Вотсон, укључујући Мајкла Фиста као барона Грунера и Рут Гемел као Вајолет де Мервил.
Године 2010, прича је адаптирана за радио као део Класичних авантура Шерлока Холмса, серије у америчкој радио-емисији Imagination Theatre, са Џоном Патриком Лоуријем као Холмсом и Лоренсом Албертом као Вотсоном.